# Stictoleptura pallens
Stictoleptura pallens är en skalbaggsart som först beskrevs av Gaspard Auguste Brullé 1832.  Stictoleptura pallens ingår i släktet Stictoleptura och familjen långhorningar. Inga underarter finns listade i Catalogue of Life.